# テラス沼田
テラス沼田（テラスぬまた、Terrace Numata）は、群馬県沼田市下之町にある、沼田市役所を含んだ複合施設である。
本項では、前身のグリーンベル21（グリーンベルにじゅういち、Green Bell 21, GB21）についても扱う。

## 概要
2019年（令和元年）5月7日に「テラス沼田」として開業。沼田市が管理・運営を行っている。
名称は公募され、最終候補に残った5つの案から市民の投票によって決定。河岸段丘の「段丘」を意味する英語と、市民を「照らす」場所をイメージして名付けられた。
設計はPlants Associatesの宮崎浩。防災庁舎として災害時の拠点ともなることから、建物をほぼ空洞状態にまで解体した上で、ブレース構造の追加や基礎補強などの耐震補強を行うことで建物の重要度係数を1.5に引き上げている。グリーンベル21時に比べ、4,000㎡以上の床(16%)を減築することで耐震性の向上、運営費用の軽減が図られている。
建物は7階建てで、沼田市役所を中心に複数のテナントが入居している。また、3階の南側には立体駐車場（7階建て）との、北側には沼田市立図書館（5階建て）との連絡を行う空中歩廊がそれぞれ設けられている。

## 施設

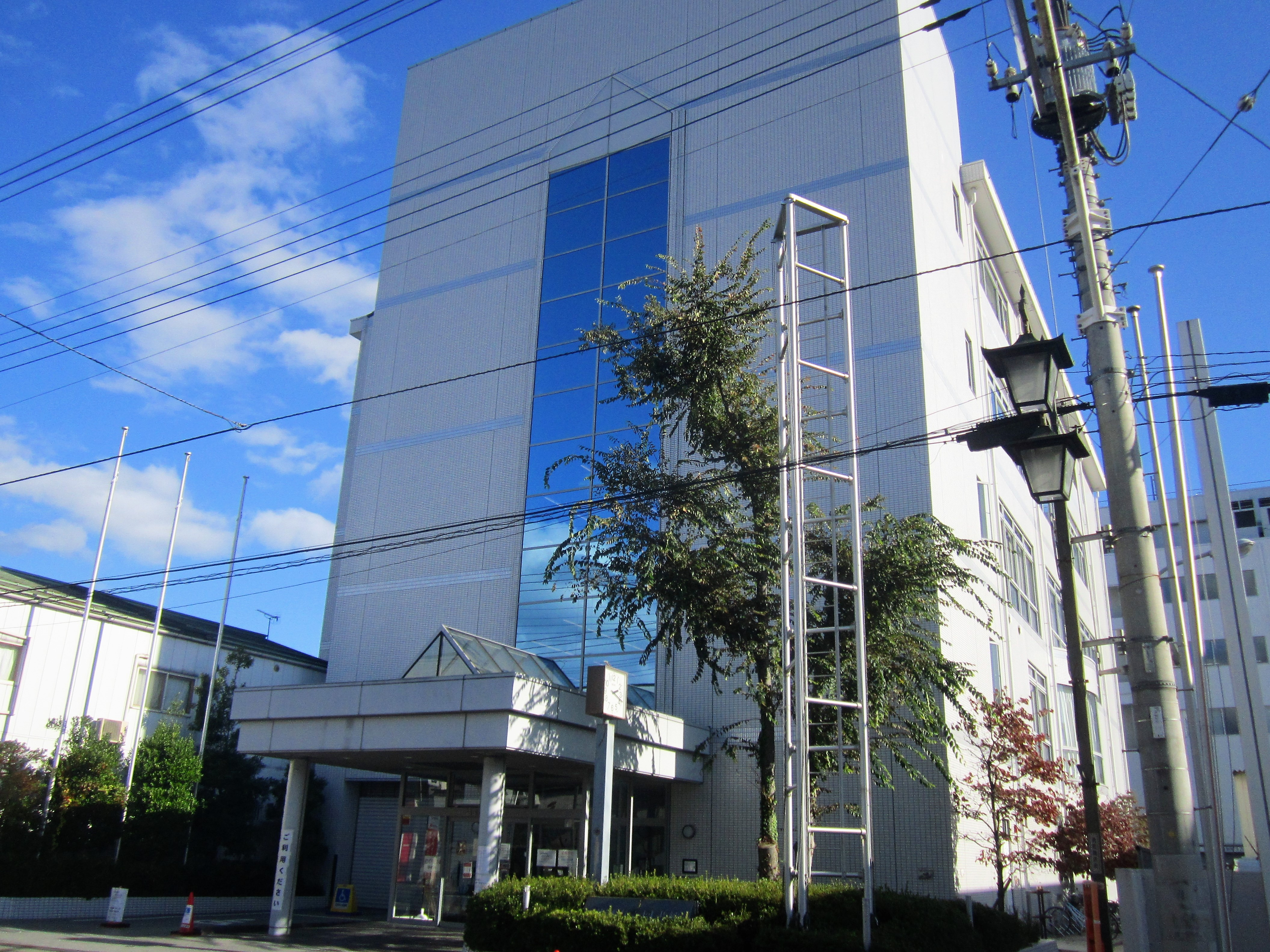
沼田市立図書館

フロア案内の詳細は市公式サイト「テラス沼田のご案内」を参照。
| 階数 | テナントなど |
| ---- | --- |
| 屋上 | 機械室 |
| 7階  | 沼田商工会議所、沼田中小企業相談所、沼田ロータリークラブ、KAGANラウンジ、トレーニングジム |
| 6階  | 沼田市創業支援センター、利根沼田障害者相談支援センター、障害者就業・生活支援センター、沼田青年会議所、沼田市勤労者団体シェアスペース、沼田市市民活動拠点コミュニティテラス、沼田市市民活動センター、子ども広場 |
| 5階  | 沼田市役所、沼田市議会、ハローワーク沼田 |
| 4階  | 沼田市役所 |
| 3階  | 沼田市役所、【立体駐車場 連絡口】、【沼田市立図書館 連絡口】 |
| 2階  | 沼田市歴史資料館、沼田市役所（文化財保護課）、企画展示室／市民ギャラリー、FM OZE、コモンテラス |
| 1階  | まちの広場 防災広場ミッテ、沼田市福祉カフェ、沼田市あおぞら作業所、ATM、フードコート、学習塾 |

- 沼田市立図書館

## 歴史

### 「グリーンベル21」開業

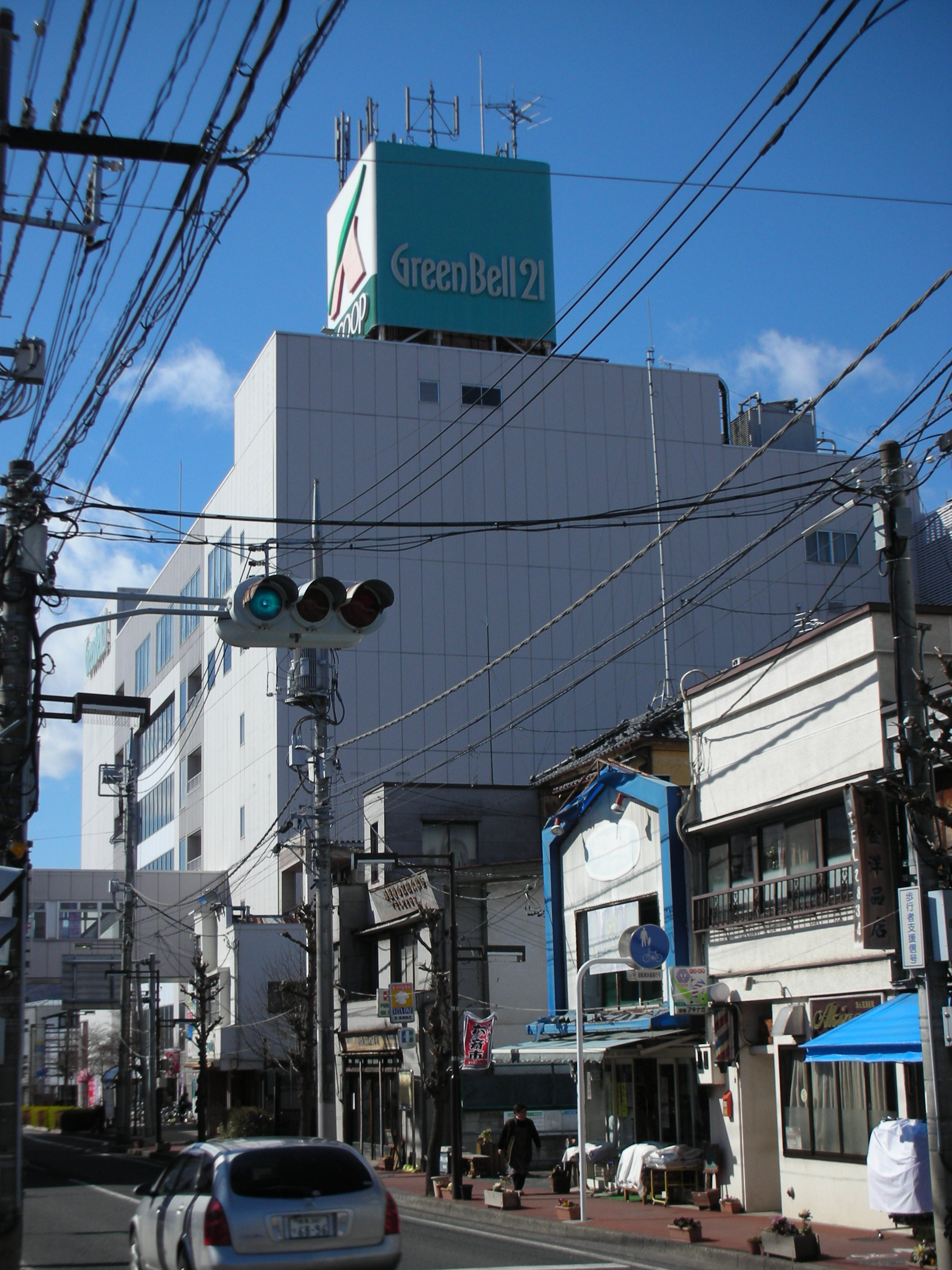
外観(2009年2月)

沼田市の市街地再開発事業に三井生命保険が参画して建設が進められ、1993年（平成5年）4月16日に再開発ビル「グリーンベル21」として開業した。管理・運営は第三セクターの沼田都市開発株式会社が行っていた。
名称は公募され、「森林文化都市宣言をしている沼田市のイメージに合っている」として選ばれた。
メインとなる「商業棟」は8階建てで、1～7階は商業施設、8階は機械室。延べ床面積は約28,900m2、店舗面積は約11,800m2。
併設の「駐車場棟」は7階建てで、1階は商業施設、2～7階と屋上は駐車場。延べ床面積は約14,000m2。収容台数は約440台。駐車料金は、開業当初は有料であったが数年後に無料化した。
同再開発事業では2棟のほか、沼田市立図書館の建設も一体的に進められ、商業棟3階の南側には駐車場棟との、北側には沼田市立図書館との連絡を行う空中歩廊がそれぞれ設けられた。

### 核店舗やテナントの変遷
開業当初は、沼田サティ（総売場面積8,800m2）を核店舗に、専門店46店が入居していた。
2000年（平成12年）6月、サティを運営するマイカルは、全国で赤字店を閉鎖する方針を表明。同店舗については、沼田市の要望により一度は存続営業が決まったものの、2002年（平成14年）8月31日に撤退した。
そのため沼田市は、商業棟1階の新たな核店舗としてエーコープに出店を打診。2002年（平成14年）11月1日の開業に至った。同日には5階に、沼田市観光協会が地元の伝統工芸や特産、観光情報を提供する「沼田ふるさと館」も開館した。
一方、2～3階を中心に3,100m2は未だ空き店舗であったことから沼田市は、改装費や賃貸料の2分の1を市が助成する「グリーンベル21出店促進条例」を施行。この条例は、大型店に出店する店舗向けの助成制度としては県内初の試みであった。2003年（平成15年）6月13日、エーコープに並ぶ核店舗として、2階にサンバード長崎屋が開業した。
しばらくは2つの核店舗を柱とした営業が続いたが、2008年（平成20年）5月25日にサンバード長崎屋が撤退、2010年（平成22年）5月28日にはエーコープも撤退し、再び核店舗が無い状態となった。他のテナントの撤退もあり、エーコープ撤退の時点で、1、2、4階の多くは空き店舗となった。
さらに、2012年（平成24年）3月31日には沼田ふるさと館が休館。この時点で5階はFM OZEのみとなったほか、4階は閉鎖、1～3階も大部分が空き店舗となっていた。7階は宴会場が、6階はスポーツクラブが入居していたために空床は抑えられていたが、商業棟全体で見ると店舗面積の76%が空き店舗となった。
このため沼田市は、2012年（平成24年）度一般会計予算で、内装費用の補助を行う「テナント出店促進事業費補助金」5千万円を計上。同年11月15日、1階の新たな核店舗として沼田マルシェが開業した。ただし、同店舗を経営するEATバイテックJAPANは、商業棟の大部分を所有するMED TECH INVESTMENT 2の親会社で、ビル所有者の関係者はこの補助金の対象外であるため給付はされていない。また、この開業は、ビルの管理・運営を行う沼田都市開発を介さず無断で行われた。
2013年（平成25年）2月1日、7階の宴会場が、運営する笹屋ホテルの事業停止に伴い閉館。これにより、4階に加え7階も閉鎖となった。
沼田マルシェは、2013年（平成25年）6月下旬に業務用スーパーのプロマル沼田マルシェとしてリニューアルするも、同年7月13日に撤退した。
その後もテナントの撤退は止まらず、2014年（平成26年）2月24日のキャンドゥ沼田店撤退を最後に小売店はすべて撤退。スポーツクラブとFM OZEを残すのみとなった。同年3月には、商業棟と図書館との連絡を行う空中歩廊が閉鎖された。
スポーツクラブは2015年（平成27年）3月28日に営業を終了。最後に残ったFM OZEは同年7月31日、沼田市が移転費用を負担する形で駐車場棟1階に移転し、商業棟は同日をもって一時閉館した。
ビルの管理・運営を行っていた沼田都市開発は、2015年（平成27年）6月29日に株主総会で会社解散を決議し、同年8月27日の株主総会で清算財産目録の承認を決議した。

### 市による所有権の取得

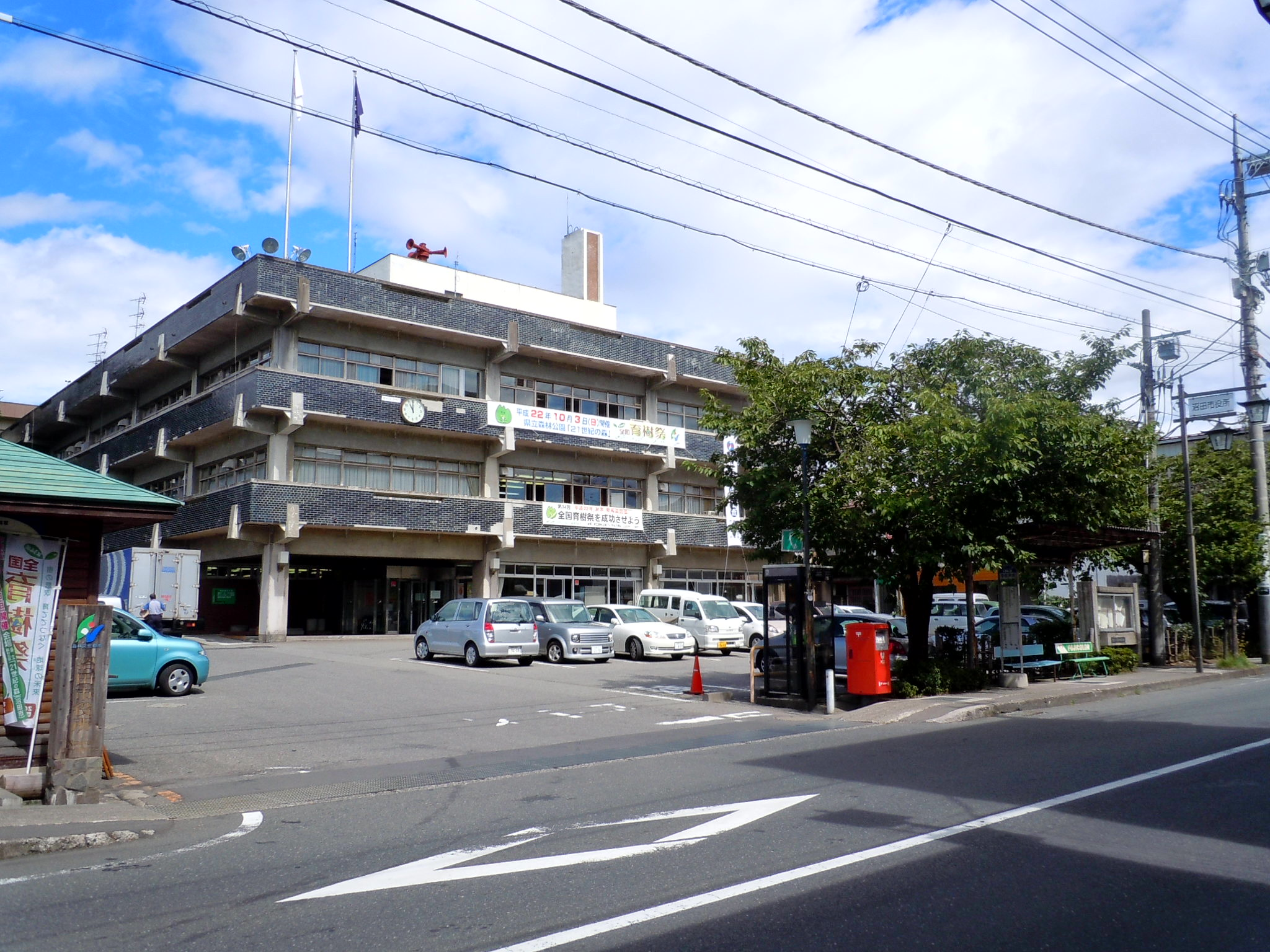
移転前の沼田市役所庁舎（2010年）

2005年（平成17年）、土地と建物のうち約85%（商業棟の約74.6%、駐車場棟の約89%）を所有する三井生命保険は沼田市に対し、有償での権利譲渡の申し出を行った。また、2006年（平成18年）には、商業棟1～4階の約14,600m2と駐車場棟について無償寄付の申し出を行った。だが、市は長らくその是非を明示しなかった。
2008年（平成20年）5月、サンバード長崎屋の撤退を受けて市は、市庁舎の移転を視野に無償寄付の受け入れを検討。同年8月に市民説明会が開かれた。だが、試算では移転全体に8億円かかるなどの問題点が指摘され、市は2009年（平成21年）2月、財政難を理由に受け入れを辞退した。
2010年（平成22年）6月30日、三井生命保険は、商業棟を合同会社MED TECH INVESTMENT 2へ、駐車場棟を合同会社MED TECH INVESTMENT 3へ、ビルの持ち分を譲渡した。
2013年（平成25年）11月19日、MED TECH INVESTMENT 2、MED TECH INVESTMENT 3の両社は市に対し、公有地の拡大の推進に関する法律に基づいて約4億2千万円で買い取りを申請した。市は同年12月6日、県や市および市土地開発公社からの買い取りの希望がなかったとして、買い取りに応じないと回答した。ただ、市による買い取りの検討は引き続き行われた。
2014年（平成26年）3月6日、星野已喜雄沼田市長は市議会一般質問で、地元の地権者27人から市に対し、施設全体の取得を求める要望書が提出されたことを明らかにした。
2014年（平成26年）4月に行われた沼田市長選挙では、施設の活用法が争点となった。現職の星野市長も含め立候補した3候補は共に、老朽化した市庁舎の移転と商業施設を誘致し複合施設に整備することを視野に早急な解決を図ることを公言していたが、「まず市の所有に」としてきた横山公一が当選。同年5月に就任した。
2014年（平成26年）8月8日、横山市長はMED TECH INVESTMENT 2、MED TECH INVESTMENT 3の両社と協議を始めた。両社は商業棟と駐車場棟を一体で買い取るよう要求。9月1日に行われた協議では、両社から市への売却条件として、両社が独自に見積もった投入費用約6億1千万円と固定資産税未払い分の延滞金利の減免などが提示された。
2014年（平成26年）10月7日、横山市長は施設全体を取得する方針を市議会に示した。市議会は10月15日の臨時会で両社からの取得費用と施設の維持費用4億8千万円を盛り込んだ補正予算案を全会一致で可決し、10月27日の臨時会で売買契約議案を全会一致で可決した。市は同日、両社から土地と建物の所有分を、商業棟約3億5524万円、駐車場棟約1億13万円で正式に取得し、同日付で移転登記を行った。なお、この売買代金の他に両社には、2014年（平成26年）10月下旬に結んだ和解合意書（後述）に基づき、11月27日に沼田都市開発から別途和解金が振り込まれている。
また、11月20日の市議会臨時会では商業棟7階の土地と建物を所有する笹屋ホテルの債権者からの取得費用約4310万円を盛り込んだ補正予算案が提出、12月2日の定例会では商業棟の残る約12.6%の土地と建物を所有する地元の地権者からの取得費用計約6600万円を盛り込んだ補正予算案が提出され、いずれも12月2日に可決した。
2014年（平成26年）12月26日までにすべての交渉がまとまり、2015年（平成27年）1月7日、市は、商業棟と駐車場棟ともに100%市有化されたと発表した。

#### 訴訟問題
三井生命保険からMED TECH INVESTMENT 2、MED TECH INVESTMENT 3の両社へビルの持ち分が譲渡された2010年（平成22年）6月以降、所有権が複雑化し、施設の管理費やテナント料などを巡る訴訟がたびたび行われた。
2012年（平成24年）4月、三井生命保険は沼田市を相手に、誤った固定資産評価を受け固定資産税を過大に納付させられたとして約1億800万円の賠償を求める訴訟を前橋地裁に起こした。
2012年（平成24年）4月、MED TECH INVESTMENT 2は沼田都市開発を相手に、管理費など約6600万円の支払い義務はないとする訴訟を東京地裁に起こした。2013年（平成25年）9月、東京地裁は電気代などを差し引いた約5300万円についてはMED TECH INVESTMENT 2の債務と認め、沼田都市開発側の実質勝訴を言い渡した。
2014年（平成26年）3月、MED TECH INVESTMENT 2は星野市長（同年5月退任）を相手に、前述の約5300万円の債務を巡り、市は施設の管理・運営を実質的に支配しており市長は施設が有効利用されるよう監督する責任があるにもかかわらず空床状態を放置してきたとして支払いを求める訴訟を前橋地裁沼田支部に起こした。2015年（平成27年）2月20日、東京地裁は請求を棄却する判決を下した。これを不服としてMED TECH INVESTMENT 2は同年3月4日に控訴したが、同年7月16日に東京高裁も請求を棄却する判決を下した。
2014年（平成26年）8月、MED TECH INVESTMENT 2は6階に入居するスポーツクラブ「ジェルスポーツクラブ沼田」を運営する日本スポーツライフ株式会社を相手に、テナント料が2年近く未払いだとして、約2200万円の支払いと施設の明け渡しを求める訴訟を東京地裁に起こした。2015年（平成27年）5月15日、東京地裁は約3288万円を支払うことなどを内容とする和解案を提示したが、日本スポーツライフは5月28日に解散することになった。同年9月11日、東京地裁は日本スポーツライフに賃料などの支払いを命じる判決を下した。
2014年（平成26年）11月11日、MED TECH INVESTMENT 2、MED TECH INVESTMENT 3の両社は、同年10月27日に市が両社から土地と建物の所有分を取得したことを受け、沼田都市開発やテナントとの訴訟について取り下げ、和解が成立したと発表。商業棟と駐車場棟の賃貸借契約を解除、沼田都市開発は和解金としてテナントの供託金や未払い賃料3200万円を両社に支払う、などを条件とする和解合意書を10月下旬に結んだ。一方、星野元市長を相手にした訴訟は継続するとした。

### 「テラス沼田」開業へ

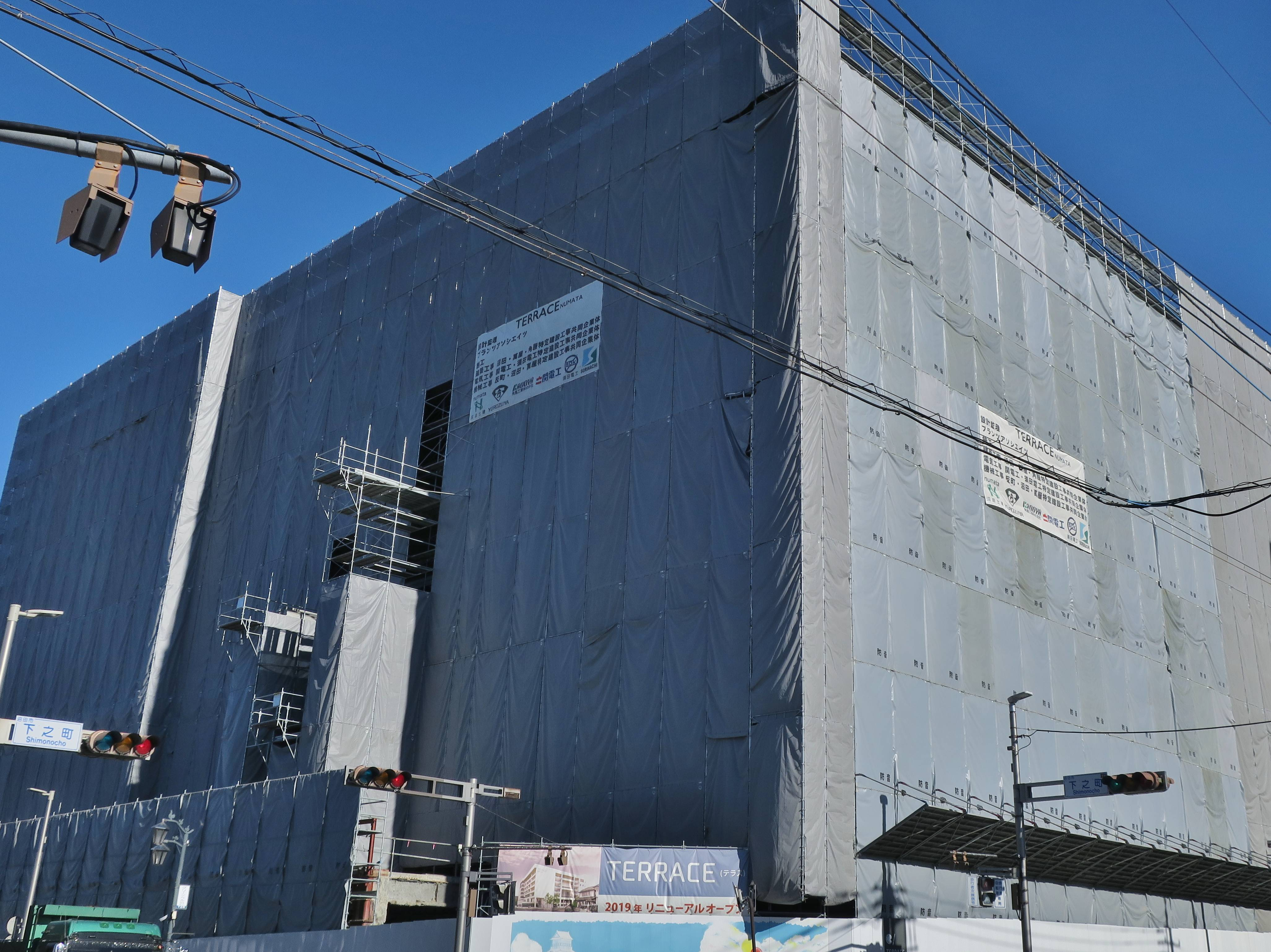
工事中(2018年11月)

100%市有化の発表から約8ヶ月経った2015年（平成27年）9月17日、市庁舎を移転するとともに歴史資料館や商業施設を併設する複合施設として再生する基本構想案が、市議会特別委員会で示された。基本構想案についての市民説明会が同年10月27日から7ヶ所で行われ、計197人が参加した。
また、構想の一環として、隣接する沼田郵便局も併せて移転する案も挙がっていたが、日本郵政に働きかけたところ拒否されたことが2015年（平成27年）12月16日の市議会特別委員会で報告された。
再生後の開業に先立ち、沼田市を舞台のひとつとするNHK大河ドラマ『真田丸』の関連企画として「上州沼田真田丸展」が、旧商業棟1階で2016年（平成28年）3月20日から2017年（平成29年）3月31日まで開催された。
2017年（平成29年）3月13日、市民の投票により再生後の施設愛称が「テラス沼田」に決定したことが発表された。同年7月12日に整備改修工事が起工し、2019年（平成31年）3月13日に完成した。
2019年（令和元年）5月7日、「テラス沼田」として開業。施設内に移転した市役所の開庁式が執り行われた。

## 沿革
- 1993年（平成5年）
  - 4月16日 - 沼田サティを核店舗に「グリーンベル21」開業[11][12][13]
- 2002年（平成14年）
  - 8月31日 - 沼田サティ撤退[28]
  - 11月1日 - エーコープ沼田店開業[28]、沼田ふるさと館開館[28]
- 2003年（平成15年）
  - 6月13日 - サンバード長崎屋開業[30]
- 2008年（平成20年）
  - 5月25日 - サンバード長崎屋撤退[31]
- 2010年（平成22年）
  - 5月28日 - エーコープ沼田店撤退[32]
  - 6月30日 - 土地と建物の大部分を所有する三井生命保険が持ち分をMED TECH INVESTMENT 2、MED TECH INVESTMENT 3の両社へ譲渡[53]
- 2012年（平成24年）
  - 3月31日 - 沼田ふるさと館休館[33]
  - 11月15日 - 沼田マルシェ開業[35][37]
- 2013年（平成25年）
  - 6月下旬 - 沼田マルシェがプロマル沼田マルシェとしてリニューアル[41]
  - 7月13日 - プロマル沼田マルシェ撤退[41]
- 2014年（平成26年）
  - 2月24日 - キャンドゥ沼田店撤退。すべての小売店が撤退した[43]
  - 10月27日 - 沼田市がMED TECH INVESTMENT 2、MED TECH INVESTMENT 3の両社から土地と建物をすべて取得[17]
  - 12月26日 - 沼田市が残りの地権者からも土地と建物をすべて取得することで決着[19][20]
- 2015年（平成27年）
  - 1月7日 - 100%市有化されたと沼田市が発表[19][20]
  - 3月28日 - スポーツクラブ「ジェルスポーツクラブ沼田」が営業終了[44]
  - 6月29日 - 管理・運営会社の沼田都市開発が株主総会で会社解散を決議[47]
  - 7月31日 - FM OZEが駐車場棟に移転し、全テナントが商業棟から退去[24]。商業棟一時閉館[46]
  - 8月27日 - 管理・運営会社の沼田都市開発が株主総会で清算財産目録を承認を決議[48]
- 2016年（平成28年）
  - 3月20日 - 旧商業棟1階で「上州沼田真田丸展」が開始[85]
- 2017年（平成29年）
  - 3月13日 - 愛称が「テラス沼田」に決定[1]
  - 3月31日 - 「上州沼田真田丸展」が閉幕[86]
  - 7月12日 - 「テラス沼田」整備改修工事起工式[4]
- 2019年（平成31年 - 令和元年）
  - 3月13日 - 「テラス沼田」整備改修工事完成[5]
  - 5月7日 - 「テラス沼田」開業、市役所開庁式[9][87]

## アクセス

### 公共交通機関
鉄道
- 上越線沼田駅下車、徒歩約20分

路線バス
- 沼田駅より関越交通鎌田線 鎌田方面、片品線 戸倉スキー場方面、川場循環線、佐山線、迦葉山線（始発便）、たんばらラベンダーパーク線（始発便）、南郷線（始発便）、宇楚井原線、奈良・秋塚循環線乗車、下之町下車、徒歩約0分
- 沼田駅より関越交通猿ヶ京線 沼田市保健福祉センター前方面、中山本宿線 沼田三軒屋方面、迦葉山線（始発便以外）、南郷線（始発便以外）、上川田線 東下原団地方面乗車、沼田局前下車、徒歩約2分

### 自家用車
- 関越自動車道沼田ICより、国道120号経由、約3km